# Pólux (estrela)
Coordenadas:  07h 45m 19.4s, +28° 01′ 35″
Pólux ou Pollux (Beta Geminorum, β Gem, β Geminorum) é a estrela mais brilhante da constelação de Gemini e a 17ª mais brilhante de todo o céu, com uma magnitude aparente de 1,14. Junto com Castor, é um dos gêmeos representados no contorno da constelação. Com base em sua paralaxe, está a aproximadamente 33,78 anos-luz (10,36 parsecs) da Terra. Em 2006, foi confirmada a existência de planeta extrassolar orbitando-a. Pólux é a estrela mais brilhante com um planeta conhecido.

## Propriedades
Pólux é maior que o Sol, com cerca de duas vezes sua massa e quase nove vezes seu raio. No passado uma estrela de classe A da sequência principal, Pólux já consumiu todo o hidrogênio de seu núcleo e evoluiu tornando-se uma estrela gigante com uma classificação estelar de K0 III. Irradia 43 vezes mais luminosidade que o Sol de sua atmosfera externa a uma temperatura efetiva de 4 666 K, o que dá a ela o brilho alaranjado típico de estrelas de classe K. Desde 1943, seu espectro tem servido como base pela qual outras estrelas são classificadas. Pólux parece estar rotacionando lentamente, com uma velocidade de rotação projetada de 1,7 km/s, completando uma rotação em menos de 260 dias. A abundância de elementos que não são hidrogênio ou hélio, o que é chamada de metalicidade, é incerta, com estimativas variando entre 85% e 155% da abundância solar.
Pólux possui um baixo nível de atividade magnética, conforme demonstrado pela detecção de baixa emissão de raios-X pelo telescópio ROSAT. A emissão de raios-X da estrela é de cerca de 1027 erg/s, o que é aproximadamente igual à emissão de raios-X do Sol. Um campo magnético com uma força menor que 1 Gauss foi confirmado na superfície de Pólux; um dos campos mais fracos já detectados em uma estrela. A presença desse campo sugere que Pólux já foi uma estrela Ap com uma campo magnético muito mais forte.

## Sistema planetário
A detecção do planeta extrassolar Pólux b foi anunciada em 16 de junho de 2006. Foi calculado que Pólux b tem uma massa mínima de 2,3 vezes a massa de Júpiter. Está orbitando Pólux a uma distância média de 1,64 UA com um período de cerca de 590 dias.
| Planeta | Massa           | Semieixo maior (UA) | Período orbital (dias) | Excentricidade |
| ------- | --------------- | ------------------- | ---------------------- | -------------- |
| b       | >2,30 ± 0,45 MJ | 1,64 ± 0,27         | 589,64 ± 0,81          | 0,02 ± 0,03    |

## Nomenclatura
As estrelas Castor e Pollux refere-se especificamente aos personagens mitológicos gregos Castor e Pólux, os filhos de Leda.
Pólux era antigamente conhecida como  Abrachaléus.
No catálogo de estrelas no Calendarium of Al Achsasi Al Mouakket, esta estrela era designada Muekher al Dzira, o que foi traduzido em latim como Posterior Brachii, significando o fim na pata.
Em chinês, 北河 (Běi Hé), significando Rio do Norte, refere-se a um asterismo consistindo de Pólux, ρ Geminorum e Castor. Pólux em si é conhecida como 北河三 (Běi Hé sān, a Terceira Estrela do Rio do Norte.)